# Diarrhena mandshurica
Diarrhena mandshurica är en gräsart som beskrevs av Carl Maximowicz. Diarrhena mandshurica ingår i släktet Diarrhena och familjen gräs. Inga underarter finns listade i Catalogue of Life.